# Formel der Trauer

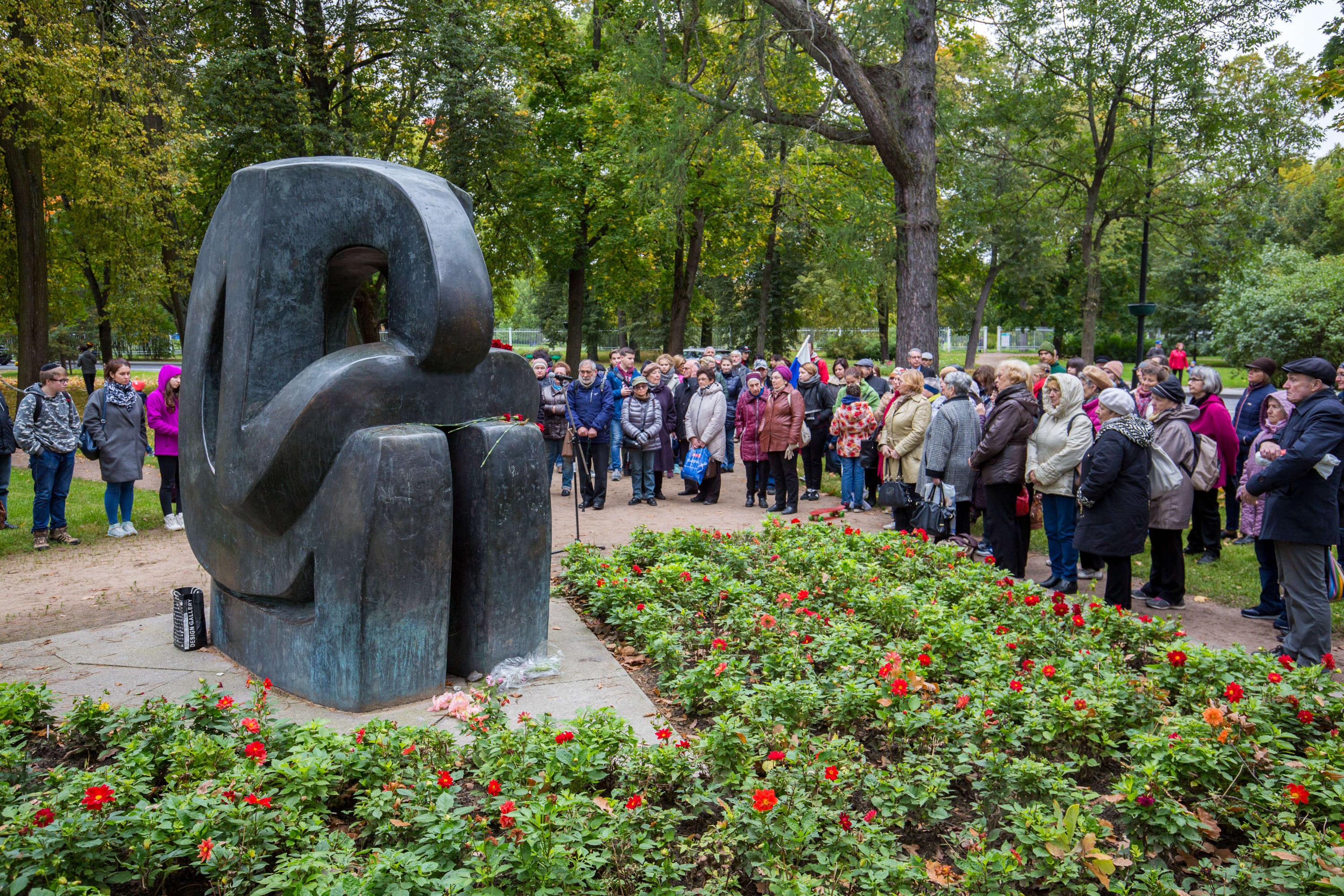
Das Denkmal

Formel der Trauer ist ein Denkmal für jüdische Opfer des Nationalsozialismus, die 1941 in der Stadt Puschkin während des Zweiten Weltkriegs getötet wurden. Das Denkmal befindet sich im Park an der Kreuzung der Straßen Dvortsovaya und Moskovskaya, nicht weit vom Alexanderpalast entfernt, in dessen Nähe Massenexekutionen stattfanden. Insgesamt wurden von der Einsatzgruppe A im besetzten Leningrader Gebiet 3600 bis 4100 Juden getötet, etwa 800 davon in der Zeit zwischen Ende September bis Anfang Oktober 1941 durch das Sonderkommando 1b unter Erich Ehrlinger in Puschkin und Umgebung.
Während der Sowjetzeit wurde der Ermordung der Puschkiner Juden nicht öffentlich gedacht. Erst in den späten 1980er Jahren begann eine Gruppe jüdischer Aktivisten, die Geschichte des Völkermords an Juden in der Nähe von Leningrad (Sankt Petersburg) zu untersuchen. Am 13. Oktober 1991 wurde auf ihre Initiative hin ein Denkmal für jüdische Opfer des Nationalsozialismus enthüllt. Der zentrale Teil des Denkmals war eine Skulptur des sowjetischen Kultkünstlers Wadim Sidur The Formula of Sorrow. Die architektonische Gestaltung des Denkmals wurde von Boris Bader erstellt. Die Gedenkplatte, die als Projektion des Davidsterns angefertigt wurde, enthält ein Zitat aus den Psalmen auf Hebräisch und Russisch sowie eine Inschrift, die den ermordeten Juden gewidmet ist.